# Pseudocatharylla kibwezica
Pseudocatharylla kibwezica là một loài bướm đêm trong họ Crambidae.